# آشا بیاگران
آشا بیاگران (اسپانیایی: Aixa Villagrán‎؛ زادهٔ ۱۲ ژوئیهٔ ۱۹۷۸) بازیگر اهل اسپانیا است.
از فیلم‌ها یا برنامه‌های تلویزیونی که وی در آنها نقش داشته‌است می‌توان به مردان پاکو، شیفته او، هر چه بیشتر، بهتر، اس‌ام‌اس: بی‌واهمه از رؤیا، کارآگاهان خصوصی، کیکی، عشق‌بازی و ایلدگارت اشاره کرد.
وی تاکنون یک بار نامزد دریافت جایزه گویا بهترین بازیگر نقش مکمل زن شده‌است.